# Königsdorf
Königsdorf (Húngaro: Királyfalva) es una ciudad localizada en el Distrito de Jennersdorf, estado de Burgenland, Austria.
- Datos: Q670565
- Multimedia: Königsdorf, Burgenland / Q670565

1. ↑  Worldpostalcodes.org, código postal n.º 7563.